# UZB – Debreczen
Die UZB – Debreczen war eine Schlepptenderlokomotive der Ungarischen Zentralbahn (UZB) Österreich-Ungarns.
Die Lokomotive wurde gleichzeitig mit den Lokomotiven Pest bis Pozsony 1846 von der UZB gekauft, gehört also zu den ersten ungarischen Lokomotiven überhaupt.
Die „DEBRECZEN“ wurde ursprünglich 1842 von der k.k. Nördlichen Staatsbahn bei Meyer in Mülhausen als Baulokomotive beschafft, bevor sie zur UZB kam.
Die 1A1-Lokomotive besaß Außenrahmen, Innenzylinder, eine gekröpfte Achse und Gabelsteuerung.
Mit ihrer geringen Leistung von 22 kW war sie vom Lieferwerk eigentlich als Personenzuglokomotive ausgelegt, die leichte Züge schnell befördern sollte.
Sie dürfte auch wegen ihres unterschiedlichen Aufbaus im Lokomotivpark der UZB ein Fremdkörper gewesen sein.
Als 1850 die UZB in der k.k. südöstlichen Staatsbahn (SöStB) aufging, bekam die Lokomotive die Betriebsnummer 1.
Als dann 1855 die SöStB an die Staats-Eisenbahn-Gesellschaft (StEG) verkauft wurde, erhielt sie dort dieselbe Betriebsnummer.
Das Einzelstück wurde bereits 1860 ausgemustert.